# Emil Savic
Emil Savic (nacido el 26 de marzo de 1998 en Zagreb, Croacia) es un jugador de baloncesto croata que milita en las filas del CB Marbella de la Liga LEB Plata. Mide 2,00 metros, y juega en la posición de alero.

## Biografía
Savic se formó en las categorías inferiores del KK Rudes Zagreb y en 2014, llegó a España para jugar en categoría junior en las filas del Baloncesto Torrelodones. Realizaría una gran temporada 2015-16, en la que brillaría en el Campeonato de España júnior ya que fue el máximo asistente, llamando la atención de varios equipos ACB y formando parte de las categorías inferiores de la selección croata.
El jugador destacaría en las filas del Baloncesto Torrelodones, entidad en la que ha completado su formación como jugador y que tras permanecer dos cursos en el club madrileño, en verano de 2016 firma con el Valencia Basket que se guarda también la posibilidad de conseguir un futuro jugador de formación local.
En la temporada 2016-17, Savic forma parte de las filas del Valencia Basket, donde formaría parte de la plantilla del filial que disputa Liga EBA y entrena con el primer equipo ACB, donde forma parte de las convocatorias para jugar ACB y Eurocup.
En la temporada 2017-18 es cedido al San Pablo Burgos, donde igualmente tuvo apariciones con el primer equipo en Liga Endesa. 
En la temporada 209-20, se marcha a Alemania para jugar en el PS Karlsruhe de la ProA, la segunda división alemana.
En la temporada 2020-21, firma por el KK Gorica con el que disputa temporada y media en el conjunto croata.
El 4 de enero de 2022, firma por el CB Marbella de la Liga LEB Plata.

## Internacionalidad
En diciembre de 2016, juega el Europeo Sub-18 con la selección croata, en Samsun (Turquía).

## Trayectoria deportiva
- HM Torrelodones (2016)
- Valencia Basket (2016-2017)
- San Pablo Inmobiliaria Burgos (2017-2018)
- PS Karlsruhe (2019-2020)
- KK Gorica (2020-2021)
- CB Marbella (2022-Actualidad)